# Carla Bley
Carla Bley, nascida Carla Borg, (Oakland, 11 de maio de 1936 – Willow, 17 de outubro de 2023) foi uma pianista de jazz, compositora e organista estadunidense.

## Carreira
Começou a estudar música com seu pai, um professor de piano e organista de igreja, mas teve aulas por pouco tempo e a maior parte de sua formação foi como autodidata.
Em 1957 casou-se com o pianista canadense Paul Bley, que a encorajou a compor.
Juntamente com o seu segundo marido, o trompetista Mike Mantler, liderou a Jazz Composers' Guild Orchestra, depois conhecida simplesmente com Jazz Composers' Orchestra e, em 1966, Bley e Mantler fundaram a Jazz Composers' Orchestra Association (JCOA), nos moldes da extinta Guild.
Tocou também com Pharoah Sanders e Charles Moffett.
Em 1969, Bley compôs e fez arranjos para a Liberation Music Orchestra de Charlie Haden. Em 1971 conclui sua ópera Escalator Over The Hill, para uma orquestra que incluía Jack Bruce, Don Cherry, Linda Ronstadt, Gato Barbieri, John McLaughlin, Dewey Redman e Charlie Haden, entre outros. Criada com elementos de jazz, rock e world music, ganhou o prêmio francês mais renomado, o Disque de Jazz em 1973.
Nos anos seguintes, Carla foi convidada a compor música clássica, ela tocou na Jack Bruce Band, formou grupos próprios, big bands, e se apresentou com o baixista Steve Swallow e o saxofonista Andy Sheppard. Seus trabalhos têm sido requisitados tanto pelos músicos clássicos e de jazz.
Bley morreu em 17 de outubro de 2023, aos 87 anos, em Willow.

## Discografia
- 1971: Escalator over the Hill (Carla Bley e Paul Haines)
- 1974: Tropic Appetites (Carla Bley)
- 1975: Live in 75'   (The Jack Bruce band)
- 1977: Dinner Music (Carla Bley)
- 1978: European Tour 1977 (Carla Bley Band)
- 1979: Musique Mecanique (Carla Bley Band)
- 1981: Fictitious Sports (Nick Mason, gravado em 1979)
- 1981: Social Studies (Carla Bley Band)
- 1982: Live! (Carla Bley Band)
- 1983: The Ballad of the Fallen (Charlie Haden e Carla Bley)
- 1984: I Hate to Sing (Carla Bley Band)
- 1984: Heavy Heart (Carla Bley)
- 1985: Night-Glo (Carla Bley)
- 1987: Sextet (Carla Bley)
- 1988: Duets (Carla Bley e Steve Swallow)
- 1989: Fleur Carnivore (Carla Bley)
- 1991: The Very Big Carla Bley Band (Carla Bley Band)
- 1992: Go Together (Carla Bley e Steve Swallow)
- 1993: Big Band Theory (Carla Bley)
- 1994: Songs with Legs (Carla Bley)
- 1996: ...Goes to Church (Carla Bley Big Band)
- 1998: Fancy Chamber Music (Carla Bley)
- 2000: 4x4 (Carla Bley)
- 2003: Looking for America (Carla Bley Big Band)
- 2004: The Lost Chords (Carla Bley)
- 2005: Not in Our Name (com Charlie Haden/ Liberation Music Orchestra)

### DVD
- 1983/2003: Live in Montreal